# Arbrissel
Arbrissel est une commune française située dans le département d'Ille-et-Vilaine en région Bretagne, peuplée de 270 habitants.

## Géographie

### Hydrographie
Pour un article plus général, voir Réseau hydrographique d'Ille-et-Vilaine.
La commune est située dans le bassin Loire-Bretagne. Elle est drainée par l'Ardenne,.
L'Ardenne, d'une longueur de 23 km, prend sa source dans la commune de Rannée et se jette  dans la Seiche à Marcillé-Robert, après avoir traversé six communes. 

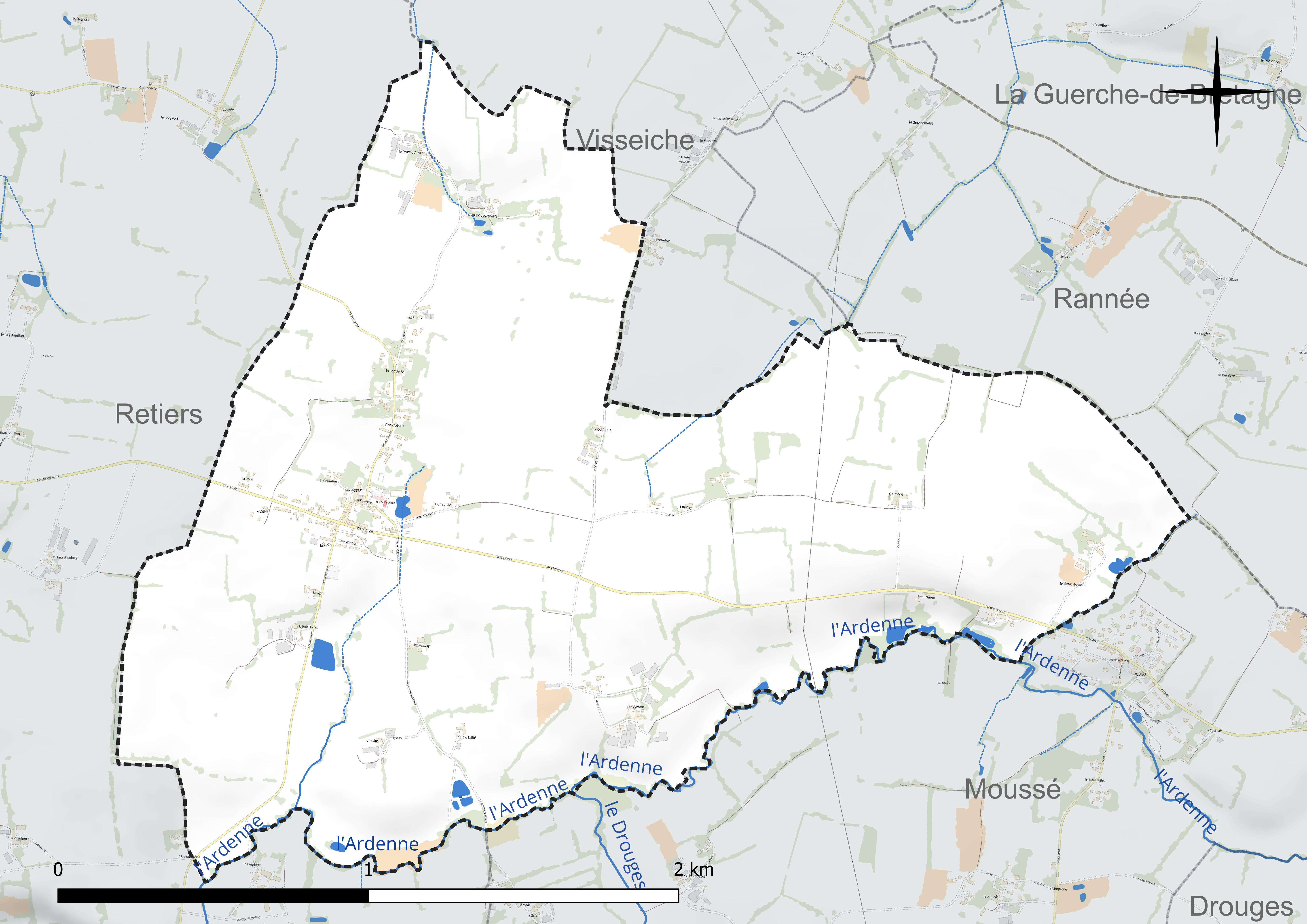
Réseau hydrographique d'Arbrissel.

### Climat
Pour des articles plus généraux, voir Climat de la Bretagne et Climat d'Ille-et-Vilaine.
En 2010, le climat de la commune est de type climat océanique altéré, selon une étude du CNRS s'appuyant sur une série de données couvrant la période 1971-2000. En 2020, Météo-France publie une typologie des climats de la France métropolitaine dans laquelle la commune est exposée à un climat océanique et est dans la région climatique Bretagne orientale et méridionale, Pays nantais, Vendée, caractérisée par une faible pluviométrie en été et une bonne insolation. Parallèlement l'observatoire de l'environnement en Bretagne publie en 2020 un zonage climatique de la région Bretagne, s'appuyant sur des données de Météo-France de 2009. La commune est, selon ce zonage, dans la zone « Sud Est », avec des étés relativement chauds et ensoleillés.
Pour la période 1971-2000, la température annuelle moyenne est de 11,5 °C, avec une amplitude thermique annuelle de 13,3 °C. Le cumul annuel moyen de précipitations est de 713 mm, avec 12,2 jours de précipitations en janvier et 6,5 jours en juillet. Pour la période 1991-2020, la température moyenne annuelle observée sur la station météorologique installée sur la commune est de 12,1 °C et le cumul annuel moyen de précipitations est de 718,7 mm,. Pour l'avenir, les paramètres climatiques de la commune estimés pour 2050 selon différents scénarios d'émission de gaz à effet de serre sont consultables sur un site dédié publié par Météo-France en novembre 2022.
| Mois                                  | jan.          | fév.          | mars          | avril         | mai           | juin          | jui.          | août          | sep.          | oct.          | nov.          | déc.          | année     |
| ------------------------------------- | ------------- | ------------- | ------------- | ------------- | ------------- | ------------- | ------------- | ------------- | ------------- | ------------- | ------------- | ------------- | --------- |
| Température minimale moyenne (°C)     | 3,1           | 2,6           | 3,7           | 5,5           | 8,6           | 11,7          | 13,1          | 13            | 10,8          | 9             | 6             | 3,3           | 7,5       |
| Température moyenne (°C)              | 5,9           | 6,1           | 8,1           | 11            | 13,9          | 17,4          | 19,3          | 18,9          | 16,5          | 13,1          | 9,1           | 6,1           | 12,1      |
| Température maximale moyenne (°C)     | 8,7           | 9,6           | 12,6          | 16,4          | 19,2          | 23,1          | 25,5          | 24,9          | 22,3          | 17,2          | 12,2          | 9             | 16,7      |
| Record de froid (°C) date du record   | −8,2 10.01.09 | −11 11.02.12  | −8,1 01.03.05 | −3,5 04.04.22 | −1,6 06.05.19 | 2,1 01.06.06  | 5,4 31.07.15  | 5 26.08.18    | 1,9 26.09.10  | −1,6 21.10.10 | −6,1 16.11.07 | −8,3 16.12.09 | −11 2012  |
| Record de chaleur (°C) date du record | 16,2 01.01.22 | 19,4 27.02.19 | 22,9 30.03.21 | 27,1 20.04.18 | 29,6 24.05.10 | 37,6 18.06.22 | 39,9 23.07.19 | 38,8 10.08.03 | 34,9 14.09.20 | 30,7 02.10.23 | 20,9 07.11.15 | 17,3 31.12.22 | 39,9 2019 |
| Précipitations (mm)                   | 68,6          | 57            | 57,6          | 49,7          | 63,9          | 59,5          | 47,6          | 46,1          | 43,9          | 70,6          | 74,9          | 79,3          | 718,7     |

## Urbanisme

### Typologie
Au 1er janvier 2024, Arbrissel est catégorisée commune rurale à habitat dispersé, selon la nouvelle grille communale de densité à sept niveaux définie par l'Insee en 2022.
Elle est située hors unité urbaine. Par ailleurs la commune fait partie de l'aire d'attraction de La Guerche-de-Bretagne, dont elle est une commune de la couronne,. Cette aire, qui regroupe 11 communes, est catégorisée dans les aires de moins de 50 000 habitants,.

### Occupation des sols
L'occupation des sols de la commune, telle qu'elle ressort de la base de données européenne d'occupation biophysique des sols Corine Land Cover (CLC), est marquée par l'importance des territoires agricoles (100 % en 2018), une proportion identique à celle de 1990 (100 %). La répartition détaillée en 2018 est la suivante : 
terres arables (61,2 %), zones agricoles hétérogènes (24,7 %), prairies (14,1 %). L'évolution de l'occupation des sols de la commune et de ses infrastructures peut être observée sur les différentes représentations cartographiques du territoire : la carte de Cassini (XVIIIe siècle), la carte d'état-major (1820-1866) et les cartes ou photos aériennes de l'IGN pour la période actuelle (1950 à aujourd'hui).

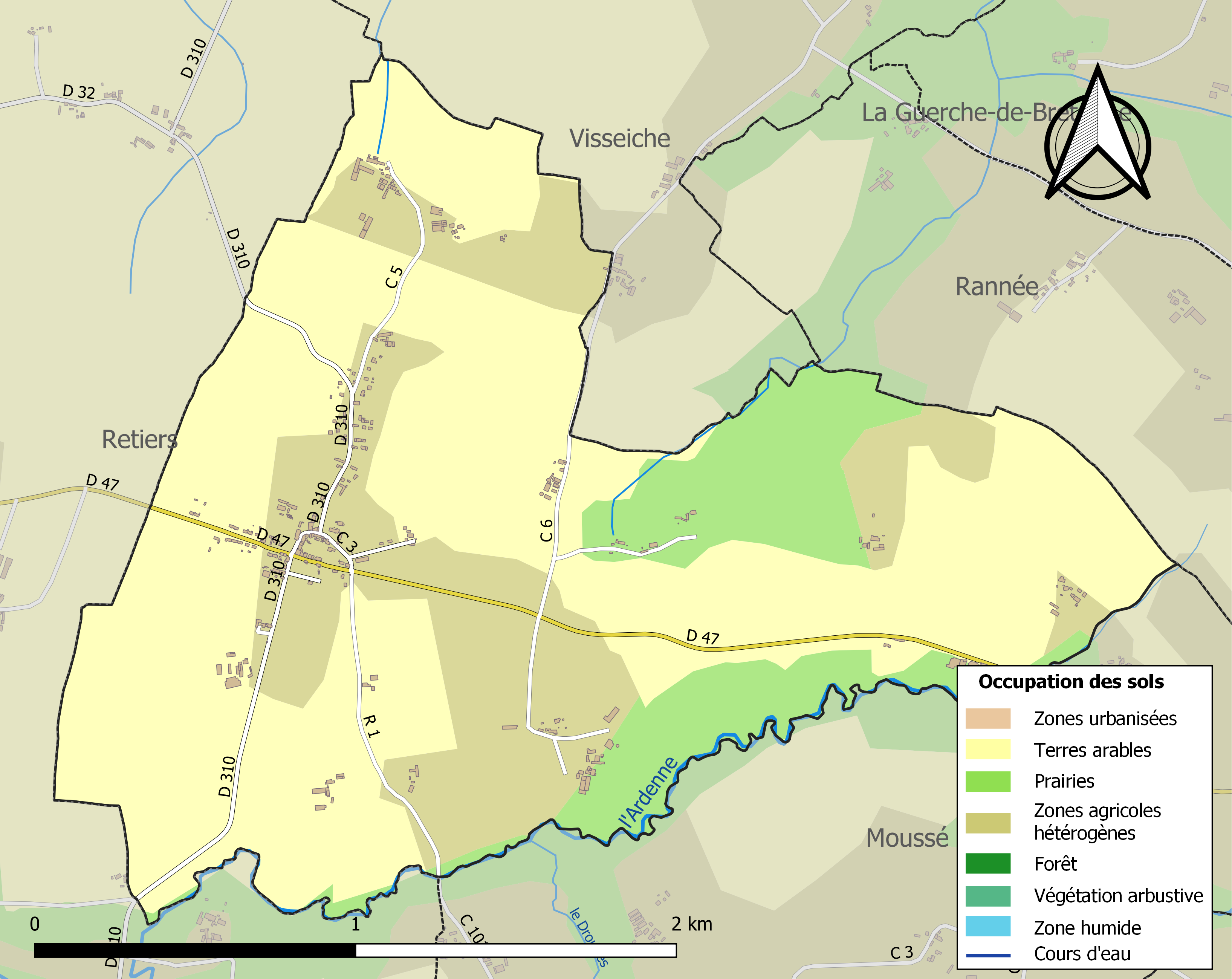
Carte des infrastructures et de l'occupation des sols de la commune en 2018 (CLC).

## Toponymie
Les premières sources écrites qui font mention de la commune apparaissent à la fin du XIe siècle.
C'est grâce à Robert d'Arbrissel que la paroisse est mentionnée dès cette époque ; celui-ci naquit en effet en ce lieu ex pago Redonensi oriundus, villae quae vulgo Arbrissellum nuncupatur « originaire du pays de Rennes, dans le village vulgairement nommé Arbrissel ». La tradition dit que cette naissance eut lieu à La Boussardière ; malheureusement aucun texte ne le confirme.
Dans le précieux cartulaire de l'abbaye de la Roë, conservé aux archives départementales de la Mayenne, figurent des formes variées : Arbressel, Arbrisel (fin XIe s), Arbressellum (fin XIe s), ecclesia et parrochia (église et paroisse) de Arbrisel (entre 1128 et 1138), burgo (bourg) de Arbrisel (1128 et 1138).
Vers 1330, on relève Arbrexel et au XVe siècle, apparaît une autre variante, Erbressel (1499). Mais au XVIe siècle, on écrit à nouveau Arbressel (1509).
Il semble qu'à partir de cette période le nom ait changé au moins de prononciation, sinon de sens, puisque pendant trois siècles, on va l'écrire Arbresec, sous des formes plus ou moins proches : ecclesia de Arbore Sicca (1516) (église d'Arbre Sec), Erbesecq (30 décembre 1519) (déformation d'Arbre Sec ?), au XVIIIe siècle Arbresec (Ogée) ou Arbre Sec (carte de Cassini).
Même le cadastre du XIXe siècle, dit napoléonien, enregistre la commune sous ce nom d'Arbressec en 1829. Mais ce sont là des formes écrites et on ne sait pas exactement quel était le mot vraiment parlé par les habitants.
Ce n'est qu'au milieu du XIXe siècle que la forme Arbrissel réapparaît dans les actes officiels, précisément en 1865, dans les registres d'état-civil de la commune. Elle remplace alors et jusqu'à aujourd'hui la forme Arbresec.
Ces variations de désignations tout au long des dix siècles passés rappellent que l'orthographe des noms communs, tout comme celle des noms propres, n'a jamais été figée. Le détail du nom de lieu Arbrissel a souvent changé, en fonction de l'origine de ceux qui l'écrivaient : s'ils étaient religieux, ils lui donnaient une forme latine ou plus proche du terrain, ils le transcrivaient alors au plus près de la réalité parlée, alors qu'un scribe étranger pouvait mal le comprendre et le déformer en l'écrivant. Il semble cependant que la forme la plus souvent employée par les habitants dans la paroisse, puis la commune, ait été Arbrissel. Quant à l'origine et au sens du mot, ils ne posent pas de problème : le toponyme signifie arbrisseau (petit arbre) qui se disait arbrissel ou arbressel au Moyen Âge.

## Histoire

### Préhistoire
La région est habitée depuis plusieurs millénaires, comme l'atteste l'allée couverte de la Roche-aux-Fées datant du néolithique, située à 10 km de la commune. Plusieurs sites archéologiques ont été repérés d'avion par l'archéologue Gilles Leroux lors de la sécheresse de 1989. Certains pourraient être attribués à la Tène ou à la période gallo-romaine, à la suite de prospections sur le terrain ou en les comparant avec les sites fouillés par Jean-Claude Meuret sur la commune de Visseiche.

### Antiquité
La commune d'Arbrissel pourrait être traversée par une voie antique rejoignant l'autre voie faisant limite avec la commune de Rannée, celle de Rennes-Angers (Condate-Juliomagus).

### Moyen Âge
Robert d'Arbrissel est né vers 1047 à Arbrissel, son père Damalioch y est prêtre et il lui succédera temporairement dans cette charge de recteur. Ce n'est que plus tard qu'il devient un propagateur de la Réforme grégorienne combattant la clérogamie et la transmission des charges religieuses.

### Révolution française
Le 8 mars 1792, des gardes nationales font irruption dans les paroisses d'Arbrissel, Moussé, La Selle et Availles pour les débarrasser de leurs prêtres réfractaires.

### LeXXesiècle

#### La Première Guerre mondiale
Le monument aux morts d'Arbrissel porte les noms de quinze soldats morts pour la France pendant la Première Guerre mondiale. Parmi eux, trois (Prosper Desmots, Pierre Guillemy, Jean Lucas) sont morts sur le front belge, les autres sur le sol français.

#### La Seconde Guerre mondiale
Un soldat originaire d'Arbrissel, Pierre Desmots a été tué à l'ennemi pendant la Seconde Guerre mondiale.

## Politique et administration

### Liste des maires
| Période                                  | Période   | Identité                | Étiquette | Qualité                                                         |
| ---------------------------------------- | --------- | ----------------------- | --------- | --------------------------------------------------------------- |
| avant 1958                               | ?         | François Gouesnard      | MRP       | Agriculteur, suppléant du député Alexis Méhaignerie (1958-1962) |
| mars 1977                                | mars 2001 | Marcel Goulay           |           | Cadre entreprise Bridel, maire honoraire                        |
| mars 2001                                | mars 2008 | Marie-Gabrielle Desmots | DVD       | Comptable                                                       |
| mars 2008                                | mai 2020  | Dominique Saba          | DVD-LR    | Photographe                                                     |
| mai 2020                                 | En cours  | Thomas Bardy            | DVD       | Artisan du bâtiment                                             |
| Les données manquantes sont à compléter. |           |                         |           |                                                                 |

### Jumelages
Avec les huit autres communes du canton de Retiers, aujourd'hui supprimé, Arbrissel est jumelée avec :
- Mieścisko (Pologne) depuis mars 1998

## Démographie
L'évolution du nombre d'habitants est connue à travers les recensements de la population effectués dans la commune depuis 1793. Pour les communes de moins de 10 000 habitants, une enquête de recensement portant sur toute la population est réalisée tous les cinq ans, les populations de référence des années intermédiaires étant quant à elles estimées par interpolation ou extrapolation. Pour la commune, le premier recensement exhaustif entrant dans le cadre du nouveau dispositif a été réalisé en 2006.
En 2022, la commune comptait 270 habitants, en évolution de −10,89 % par rapport à 2016 (Ille-et-Vilaine : +5,46 %, France hors Mayotte : +2,11 %).
| 1793 | 1800 | 1806 | 1821 | 1831 | 1836 | 1841 | 1846 | 1851 |
| ---- | ---- | ---- | ---- | ---- | ---- | ---- | ---- | ---- |
| 363  | 356  | 346  | 346  | 363  | 363  | 363  | 370  | 380  |

| 1856 | 1861 | 1866 | 1872 | 1876 | 1881 | 1886 | 1891 | 1896 |
| ---- | ---- | ---- | ---- | ---- | ---- | ---- | ---- | ---- |
| 360  | 347  | 344  | 339  | 335  | 347  | 349  | 347  | 351  |

| 1901 | 1906 | 1911 | 1921 | 1926 | 1931 | 1936 | 1946 | 1954 |
| ---- | ---- | ---- | ---- | ---- | ---- | ---- | ---- | ---- |
| 339  | 321  | 315  | 279  | 292  | 282  | 296  | 303  | 267  |

| 1962 | 1968 | 1975 | 1982 | 1990 | 1999 | 2006 | 2011 | 2016 |
| ---- | ---- | ---- | ---- | ---- | ---- | ---- | ---- | ---- |
| 233  | 219  | 234  | 232  | 223  | 237  | 252  | 284  | 303  |

| 2021 | 2022 | - | - | - | - | - | - | - |
| ---- | ---- | - | - | - | - | - | - | - |
| 284  | 270  | - | - | - | - | - | - | - |

## Culture locale et patrimoine

### Lieux et monuments

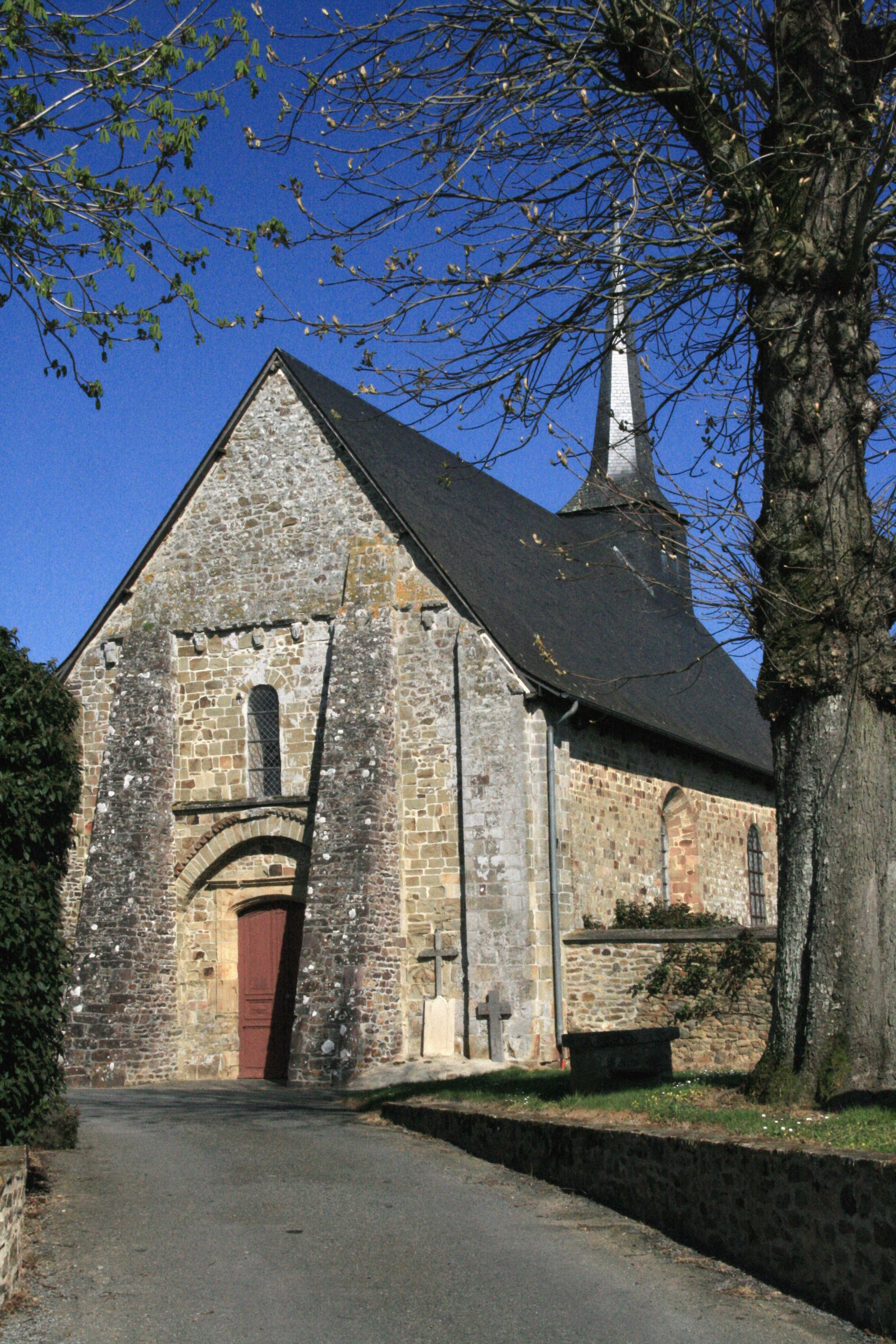
L'église Notre-Dame.

La commune abrite un monument historique :
- l'église Notre-Dame-de-l'Assomption, église romane, des XIe et XIIe siècles, remaniée aux XVIIe et XVIIIe siècles. Elle a été inscrite par arrêté du 2 février 1987[27].

### Personnalités liées à la commune
- Robert d'Arbrissel, fondateur de l'abbaye de la Roë puis de Fontevrault et de l'ordre monastique double de Fontevraud.